# سوسک شاخک‌دراز دورنگ
سوسک شاخک‌دراز دورنگ (نام علمی: Abanycha bicolor) نام یک گونه از تیره سوسک‌های شاخک‌دراز است.